# چشم گاو
چشم گاو (انگلیسی: Bullseye!) فیلمی بریتانیایی در سبک اکشن، جاسوسی، و کمدی به کارگردانی مایکل وینر است که در سال ۱۹۹۰ منتشر شد. از بازیگران آن می‌توان به مایکل کین، راجر مور، سالی کرکلند، درن نزبیت، و جان کلیز اشاره کرد.